# ローカル鉄道の旅
『ローカル鉄道の旅』（ローカルてつどうのたび）は、NHK総合テレビ・教育テレビ深夜放送枠の映像散歩にて、不定期に放送されるフィラー番組である。

## 概要
日本各地のローカル線を地域別にまとめて放送している番組で、北海道・東北編、関東・甲信越編、中部・関西編、中国・四国編、九州編の5種類（各30分）で構成されている。
いずれも映像と音楽で構成されており、ナレーションはない。音楽（BGM）は、すべて洋楽を使用していた。しかし2013年5月の時点では、BGMは洋楽を使っておらずインストゥルメンタルの曲になっている。
また、この番組はフィラー番組のため、最後まで放映されなかったり、途中から放映されたりする場合（いわゆる飛び降りや飛び乗り）がある。

## 登場する路線
本項では、上段に路線名と県名、下段には2013年3月まで各路線の映像のBGMに使われていた楽曲についても記載する。
廃止されている路線については、「（鉄道路線名）は現在 廃線となっています」という断り書きが画面の下に表示される。

### 『北海道・東北』
JR宗谷線（北海道）
愛するデューク（スティーヴィー・ワンダー）
JR富良野線（北海道）
遠い想い出（カーペンターズ）
JR石勝線（北海道）
（JR富良野線と同じ）
JR根室本線（北海道）
追憶の甘い日々（en:Little River Band）
JR日高本線（北海道）
そよ風の誘惑（オリビア・ニュートン＝ジョン）
JR五能線（秋田 ‐ 青森）
ミセス・ロビンソン（サイモン&ガーファンクル）
JR花輪線（岩手 ‐ 秋田）
（JR五能線と同じ）
JR釜石線（岩手）
en:Boogie Oogie Oogie（en:A Taste of Honey）
JR仙山線（宮城 ‐ 山形）
雨を見たかい（クリーデンス・クリアウォーター・リバイバル）
JR米坂線（山形 ‐ 新潟）
ステイン・アライヴ（ビー・ジーズ）
会津鉄道（福島）
バンド・オン・ザ・ラン（ウイングス）

### 『関東・甲信越』
真岡鐵道（栃木 ‐ 茨城）
恋はあせらず（スプリームス）
鹿島鉄道（茨城、廃線）
デイドリーム・ビリーバー（モンキーズ）
JR鹿島線（千葉 ‐ 茨城）
スカボロー・フェア / Canticle（サイモン&ガーファンクル）
JR吾妻線（群馬）
恋のダウンタウン（ペトゥラ・クラーク）
秩父鉄道（埼玉）
（JR吾妻線と同じ）
銚子電気鉄道（千葉）
夜をぶっとばせ（ローリング・ストーンズ）
いすみ鉄道（千葉）
en:California Dreamin'（ママス&パパス）
JR久留里線（千葉）
テイク・イット・イージー（イーグルス）
JR磐越西線（福島 ‐ 新潟）
（JR久留里線と同じ）
JR只見線（福島 ‐ 新潟）
en:It's Not Unusual（トム・ジョーンズ）
JR飯山線（長野 ‐ 新潟）
可愛いアイシャ（スティーヴィー・ワンダー）
上田交通別所線（長野）
カリフォルニアの青い空（アルバート・ハモンド）
JR小海線（山梨 ‐ 長野）
（上田交通別所線と同じ）
JR大糸線（長野 ‐ 新潟）
en:When Will I See You Again（en:The Three Degrees）

### 『中部・関西』
大井川鐵道（静岡）
en:Rivers of Babylon（ボニーM）
神岡鉄道（岐阜 ‐ 富山、廃線）
テイク・ア・チャンス（ABBA）
天竜浜名湖鉄道（静岡）
en:As（スティーヴィー・ワンダー）
樽見鉄道（岐阜）
メロディ・フェア（ビー・ジーズ）
三岐鉄道（三重）
Wham Bam（シルバー）
名古屋鉄道谷汲線（岐阜、廃線）
コパカバーナ（バリー・マニロウ）
京福鉄道（京都）
en:Rock the Boat（en:Hues Corporation）
紀州鉄道（和歌山）
幸せの黄色いリボン（トニー・オーランド&ドーン）
北近畿タンゴ鉄道（京都）
ウィザウト・ユー（ハリー・ニルソン）

### 『中国・四国』
JR木次線（島根 ‐ 広島）
en:Sun Goddess（ラムゼイ・ルイス & アース・ウィンド&ファイアー）
JR山陰本線（京都 - 山口）
君の瞳に恋してる（en:Boys Town Gang）
JR呉線（広島）
en:If I Can't Have You（イヴォンヌ・エリマン）
JR小野田線（山口）
心のラヴ・ソング（ウイングス）
JR徳島線（徳島）
僕の歌は君の歌（エルトン・ジョン）
JR牟岐線（徳島）
ロング・トレイン・ランニン（ドゥービー・ブラザーズ）
JR予讃線（香川 ‐ 愛媛）
（JR牟岐線と同じ）
JR山口線（山口 ‐ 島根）
ならず者（イーグルス）
JR予土線（高知 ‐ 愛媛）
en:Heaven Must Be Missing an Angel（en:Tavares）

### 『九州』
甘木鉄道（佐賀 ‐ 福岡）
アローン・アゲイン（ギルバート・オサリバン）
JR唐津線（佐賀）
en:Bad Moon Rising（クリーデンス・クリアウォーター・リバイバル）
JR佐世保線（佐賀 ‐ 長崎）
（JR唐津線と同じ）
島原鉄道（長崎）
いとしのレイラ（デレク・アンド・ザ・ドミノス）
JR豊肥本線（大分 ‐ 熊本）
ロコ・モーション（グランド・ファンク・レイルロード）
南阿蘇鉄道（熊本）
en:Stumblin' In（スージー・クアトロ & en:Chris Norman）
高千穂鉄道（宮崎、廃線）
en:Chiquitita（ABBA）
JR肥薩線（熊本 ‐ 鹿児島）
en:Yellow River（en:Christie）
JR指宿枕崎線（鹿児島）
愛という名の欲望（クイーン）
en:Xanadu（オリビア・ニュートン＝ジョン）